# Dietrich Hohmann (Schriftsteller)
Dietrich Hohmann (* 3. April 1939 in Apolda) ist ein deutscher Schriftsteller.

## Leben
Dietrich Hohmann wurde 1939 in Apolda als Sohn eines Architekten und einer Schneiderin geboren. Er besuchte die Grund- und Oberschule an seinem Geburtsort und machte dort 1957 sein Abitur.
Als 15-Jähriger bot er dem Nationaltheater in Weimar ein selbstgeschriebenes Schauspiel an und durfte als Trost für die Ablehnung Proben beiwohnen. Ein Aufnahmegesuch am Leipziger Theaterinstitut scheiterte später. Stattdessen verbrachte er in den Jahren 1957 bis 1958 ein staatlich verordnetes praktisches Jahr in der chemischen Industrie, und zwar im VEB Filmfabrik Wolfen. Dort war er Hilfswerker, Unterlagegießer und Mitarbeiter in der Redaktion der Betriebszeitung. Diese Erfahrung veranlasste ihn, ein dreijähriges Studium an der Ingenieurschule für Chemie „Friedrich Wöhler“ in Leipzig mit Abschluss als Chemie-Ingenieur-Ökonom zu absolvieren.
1961 übernahm Hohmann eine Tätigkeit als Laborleiter, später als Produktions-, Absatz- und Materialwirtschaftsdirektor in der Vulkanfiberfabrik in Werder (Havel), einem Chemiebetrieb, der Dreiviertel der Produktion exportierte. Die Verantwortung lastete schwer auf ihm, durch vielfältige Lektüre und das Schreiben von Gedichten verschaffte er sich Ablenkung. Einige Gedichte wurden in Anthologien veröffentlicht. Dienstreisen nach Skandinavien und in andere westeuropäische Länder schlugen sich in Reportagen nieder.
Dann entstanden Erzählungen, die in Tageszeitungen abgedruckt wurden, und 1966 war er Preisträger im Hans-Marchwitza-Wettbewerb. Zeit zum Schreiben fand er nur an Wochenenden, selten nach Feierabend, dafür mehr im Arbeitsurlaub. Er schloss sich dem Zirkel Schreibender Arbeiter des Reichsbahnausbesserungswerks (RAW) Potsdam an (der später im Kulturhaus „Herbert Ritter“ in Babelsberg unterkam), um die Erzählungen zu verfeinern. Daraufhin nahm er Kontakt zum Buchverlag Der Morgen auf. In der Unterhaltung mit den Verlagsleitern kamen Hohmanns Reisenotizen zur Sprache, mit dem Effekt, dass die eingereichte Erzählung durchfiel, jedoch aus den niedergeschriebenen Reiseeindrücken das Buch Londoner Skizzen wurde, welches das ohne Reiseprivileg ausgestattete DDR-Publikum mit großem Interesse aufnahm. Hohmanns nächste Vorhaben waren eine Rundumschau in die Lebens- und Verhaltensweisen von Menschen anderer europäischer Länder mit dem Arbeitstitel Notizen auf Europas Fluren sowie eine Erzählung, die in Schweden spielen und das Leben von Schweden dem Leben von DDR-Bürgern gegenüberstellen sollte. Beides konnte nicht realisiert werden.
Nach einem Studium (Sonderkurs) von 1978 bis 1979 am Institut für Literatur „Johannes R. Becher“ Leipzig wurde er freiberuflicher Autor. Er verfasste nun auch Texte in anderen Mediensparten wie zum Beispiel den Sprecherkommentar für den Dokumentarfilm Tiefseeforschung vor Mocambique. Mit Erscheinen des Erzählungenbandes Blaue Sonnenblumen 1982 wurde er in den Schriftstellerverband der DDR aufgenommen. Seinen ersten Roman Große Jungen weinen nicht legte er zwei Jahre später vor. Zu allen drei Ausgaben der Schubladen-Anthologien, die zwischen 1982 und 1988 im Dreijahresabstand erschienen, steuerte er Texte bei, ein größeres Werk entstand während dieser Zeitspanne nicht, obwohl er schon seit geraumer Zeit intensiv an einem Roman über den schottischen Nationaldichter Robert Burns arbeitete. Fertiggestellt und veröffentlicht wurde der Roman Ich, Robert Burns schließlich 1991, als es die DDR nicht mehr gab.
Im Jahre 1991 wurde er zum Vorsitzenden des Verbandes deutscher Schriftsteller (VS) im Land Brandenburg gewählt und blieb es bis 1996. Hauptberuflich übernahm er gleichzeitig die Geschäftsführung einer kommunalpolitischen Vereinigung.
Diese hatte die Aufgabe, etwa 1.500 Mandatsträgern die Grundlagen in Kommunal-, Bau- und Finanzrecht sowie in Rhetorik nahezubringen.
Seit seiner Pensionierung 2004 lebt er wieder als freiberuflicher Autor in Werder (Havel). Er ist mit einer Buchhändlerin verheiratet und hat drei erwachsene Kinder.

## Rezeption

### In der DDR
Die Neue Zeit schrieb zu Blaue Sonnenblumen, Hohmann verstehe es „flüssig zu erzählen“ und   „sich in lockerem Umgangston an die Leser“ zu wenden. Der Roman Große Jungen weinen nicht wurde in der Märkischen Volksstimme und in Der Morgen besprochen. Laut Ingrid Jarmatz (Märkische Volksstimme) hat sich das Buch der für die Literatur wichtigen Aufgabe gestellt, „die Suche junger Menschen nach Wahrheit“ auf ihrem generationsspezifischen „Weg zum Sozialismus“ zu schildern. „Wandlungen und Entwicklungen von Figuren“ seien jedoch  „nicht konsequent genug gestaltet“ und deshalb der Weg bzw. das Ziel des Protagonisten so unscharf wie das Zeitkolorit insgesamt. Dem hielt A. Liersch im Morgen dagegen: „Unaufdringlich und glücklicherweise ohne in häufig verwendete Schwarz-weiß-Klischees zu verfallen, schildert er Charaktere und gesellschaftliche Hintergründe.“ Er schreibe „mit sehr viel Fingerspitzengefühl für die Gedanken- und Gefühlswelt seiner Hauptperson.“

### Im wiedervereinigten Deutschland
Für die Potsdamer Neuesten Nachrichten rezensierte Gerold Paul den als Elektronische Publikation veröffentlichten Roman Gloth – Eine ostdeutsche Karriere. Unverkennbar seien, schrieb Paul, die Parallelen zwischen dem Autor und seinem Protagonisten, da beide 1979 in führender Position eines Chemiewerkes geschäftlich in Schweden zu tun hatten (beziehungsweise aufgrund des verwendeten Präsens der Protagonist Gloth zu tun hat). Letztlich zeige die Geschichte, dass es auch bei den Wirtschaftssystemen in Ost und West Parallelen gegeben habe. Das Buch sei, fand er, „mit Verstand und Sachkunde, aber auch mit fröhlicher Gelassenheit geschrieben“, dazu kämen ein lockerer Erzählton und eine „leichte Distanz“.

## Veröffentlichungen
- Londoner Skizzen. Buchverlag Der Morgen, Berlin 1975 (Reisefeuilletons).
- Blaue Sonnenblumen (= NL Podium). Verlag Neues Leben, Berlin 1982 (Erzählungen).
- Große Jungen weinen nicht (= NL Podium). Verlag Neues Leben, Berlin 1984, ISBN 3-355-00874-5 (Roman).
- Ich, Robert Burns. Verlag Neues Leben, Berlin 1991, ISBN 3-355-01036-7 (Roman).
- Gloth – Eine ostdeutsche Karriere. epubli 2015, ISBN 978-3-7375-5267-7 (Roman).
- Erzählungen, Reportagen, Porträts in Anthologien, zum Beispiel:
  - Das schönste Bild. In: Achim Elias (Hrsg.): Der automatische Großvater und andere Geschichten von den Elektrönchen. Verlag Junge Welt, Berlin 1974, S. 18–21.
  - Zugucker brauchen wir nicht. Karl Hübner. In: Maria Seidemann, Hasso Grabner, Franz Fabian, Dietrich Hohmann, Leo Lux: Fünf geben Auskunft. Porträts über Zeitgenossen. Mit 5 Fotos von Sigrid Klimmer. Verlag Tribüne Berlin, Berlin 1976, S. 51–85.
  - Reden helfen da nicht viel. Fünfundzwanzig Auskünfte über eine Freundschaftsreise nach Minsk. In: Die Schublade. Texte aus erster Hand. [Band 1.] Herausgegeben von Helga Duty, Roswitha Jendryschik, Karin Röntsch. Mitteldeutscher Verlag, Halle (Saale)/Leipzig 1982, S. 83–109.
  - Versuchter Ausstieg bei voller Fahrt. In: Die Schublade. Texte aus erster Hand. Band 2. Herausgegeben von Hinnerk Einhorn und Roswitha Jendryschik. Mitteldeutscher Verlag, Halle (Saale)/Leipzig 1985, S. 54–75.
  - Erdentage, schön und gut (aus: Blaue Sonnenblumen). In: Erntefest. Dorfgeschichten nach 1945. Herausgegeben und mit einem Nachwort von Gerda Zschocke. 2. Veränderte Auflage, Verlag Tribüne Berlin, Berlin 1985 (Text nur in der 2. Auflage).
  - Borecks Begängnis. In: Die Schublade. Texte aus erster Hand. Band 3. Herausgegeben von Roswitha Jendryschik und Ute Scheffler. Mitteldeutscher Verlag, Halle (Saale)/Leipzig 1988, ISBN 3-354-00336-7, S. 287–294.
- Fernsehszenarien, Dokumentarfilmtext, Rezensionen, Lyrik-Übersetzungen aus dem Englischen und Schottischen.